# Hermokrates (Platon)
Hermokrates (altgriechisch Ἑρμοκράτης Hermokrátēs) ist der Titel, den der antike Philosoph Platon wahrscheinlich einem Dialog geben wollte, den er zu schreiben beabsichtigte. Der Hermokrates sollte nach den Dialogen Timaios und Kritias der dritte Teil einer Trilogie werden. Da Platon aber den Kritias nicht vollendet hat, ist es unwahrscheinlich, dass er den Hermokrates je begann.

## Bezeugung des Dialogplans
Der geplante Dialog sollte sehr wahrscheinlich nach dem Gesprächsteilnehmer Hermokrates benannt werden, dem die Hauptrolle zugedacht war. Bei dieser Dialogfigur handelt es sich um den syrakusanischen Politiker und Truppenbefehlshaber Hermokrates, der im Peloponnesischen Krieg auf der Seite der Gegner Athens tätig war.
Im Timaios und im Kritias nehmen vier Personen am Gespräch teil: Sokrates, Timaios von Lokroi, Kritias und Hermokrates. In beiden Dialogen kommt Hermokrates nur kurz zu Wort. Für den Hermokrates waren offenbar dieselben vier Dialogpartner vorgesehen. Da im Timaios und im Kritias der jeweilige Hauptredner, nach dem der Dialog benannt ist, einen langen Vortrag hält, ist davon auszugehen, dass im dritten Dialog der geplanten Trilogie Hermokrates als Hauptredner auftreten und einen großen Monolog halten sollte.
Dass Platon den dritten Dialog schreiben wollte und dass Hermokrates die Hauptrolle zugedacht war, ist den einschlägigen Angaben im Timaios und im Kritias zu entnehmen. Am Anfang des Timaios erfährt der Leser, dass Sokrates bereits am Vortag in der Runde über seine Staatstheorie gesprochen hat. Nun ist geplant, dass auch die anderen nacheinander ausführlich zu Wort kommen und die von Sokrates angesprochene Thematik aus ihrer Sicht beleuchten. Während am Vortag die Frage nach dem besten Staat theoretisch erörtert worden ist, sollen in den drei Vorträgen von Timaios, Kritias und Hermokrates empirische Aspekte dargestellt werden. Anhand von Schilderungen des Geschichtsverlaufs soll die praktische Umsetzung von Sokrates’ staatsphilosophischen Gedanken veranschaulicht werden.
Alle drei Vorträge finden am gleichen Tag in derselben Zusammenkunft statt; Platon hat die Dialoge Timaios und Kritias und den geplanten Hermokrates also nicht als drei verschiedene Gespräche konzipiert, sondern als drei Phasen ein und desselben Gesprächs. Möglicherweise hat er ursprünglich nicht drei separate Dialoge geplant, sondern ein einheitliches Werk. Die Reihenfolge der Vorträge haben die drei Referenten schon vor der Zusammenkunft untereinander vereinbart. Timaios ist als erster an der Reihe; er übernimmt in dem nach ihm benannten Dialog die Aufgabe, über die Beschaffenheit des Kosmos und des Menschen zu berichten und damit die Rahmenbedingungen des Daseins der menschlichen Gesellschaft zu beschreiben. Mit dem Abschluss seiner Rede endet der Timaios. Anschließend spricht Kritias; wie er sich seiner Aufgabe entledigt hat, wird im Kritias geschildert, der nahtlos an den Timaios anknüpft. Kritias hat über die Frühgeschichte zu referieren, die Geschichte Ur-Athens, eines untergegangenen Staates, der dem von Sokrates entworfenen Idealstaat ähnelt. Zu Beginn des Kritias übergibt der von seinem Vortrag erschöpfte Timaios das Wort an Kritias. Sokrates weist darauf hin, dass Hermokrates in Kürze das letzte Referat halten wird, und auch Kritias nimmt am Anfang seiner Ausführungen darauf Bezug, dass Hermokrates unmittelbar nach ihm reden wird. Daher ist nach der heute vorherrschenden Forschungsmeinung nicht zu bezweifeln, dass Platon den Vortrag des Hermokrates in einem dritten Dialog oder dritten Teil eines einheitlichen Werks wiedergeben wollte. Vielleicht hinderte ihn der Tod daran, zunächst den Kritias zu vollenden und dann das weitere Vorhaben zu verwirklichen; es kann aber auch sein, dass er während der Arbeit am Kritias den Plan aufgab.

## Mutmaßungen über den geplanten Inhalt
Das Thema des geplanten Hermokrates ergibt sich ungefähr aus der Struktur, die Platon offenbar der Trilogie geben wollte. Seine Absicht war, in den drei Referaten eine Beschreibung der Weltschöpfung sowie der Natur des Menschen und seiner Einordnung in den Kosmos zu bieten und vor diesem Hintergrund auf philosophisch interessante Aspekte des Geschichtsverlaufs einzugehen, wobei die Geschichte seiner Heimatstadt Athen im Mittelpunkt stehen sollte. Vielleicht hatte er vor, die historische Darstellung im dritten Teil der Trilogie bis in die nahe Vergangenheit zu führen. Dabei kam es ihm nicht auf historische Wahrheit an, sondern auf eine lehrreiche Schilderung von Bewährungsproben des athenischen Staates unter dem Aspekt der Relevanz für seine Staatsphilosophie. Da das Thema des Kritias die mythische Geschichte Ur-Athens ist, muss Platon Hermokrates die Aufgabe zugedacht haben, im Hermokrates von späteren Entwicklungen zu erzählen, die nach dem Untergang Ur-Athens eintraten. Hermokrates sollte also das Schicksal des nach dieser Katastrophe neu entstandenen, bis zur damaligen Gegenwart fortbestehenden athenischen Staates behandeln. Unbekannt ist aber, welche Epochen der athenischen Geschichte dabei ins Blickfeld kommen sollten.
Nach einer verbreiteten Hypothese sollte dargestellt werden, wie nach einer Naturkatastrophe, die den Untergang älterer Zivilisationen herbeiführte, die menschliche Gesellschaft einen Neubeginn fand und sich allmählich in Richtung ihres den Zeitgenossen vertrauten Zustands entwickelte. Da die Entstehung und Entwicklung sozialer Organisationsformen nach einer solchen Katastrophe im dritten Buch von Platons Spätwerk Nomoi behandelt wird, ist in der Forschung die Vermutung geäußert worden, dass der Philosoph die Arbeit am Kritias abgebrochen und den Plan, den Hermokrates zu schreiben, aufgegeben hat, und dass er stattdessen das, was ursprünglich den Inhalt des dritten Teils des Trilogieprojekts bilden sollte, in den Nomoi dargestellt hat.
Einer anderen Forschungsmeinung zufolge sollte Hermokrates die Aufgabe zufallen, auf die Sizilienexpedition der Athener (415–413 v. Chr.) einzugehen, die mit dem Untergang der athenischen Streitmacht endete. Als Truppenbefehlshaber, der damals auf Sizilien im Brennpunkt der Ereignisse stand und maßgeblich zur Niederlage Athens beitrug, wäre er für einen solchen Vortrag hervorragend qualifiziert. Allerdings ist kaum vorstellbar, dass sich Hermokrates nach 413 v. Chr. als geehrter Gast in Athen hätte aufhalten können, und der Zeitpunkt der fiktiven Handlung der Trilogie wird in der Forschung wesentlich früher angesetzt, so dass ein krasser Anachronismus vorläge.

## Rezeption
Im 1992 von LucasArts produzierten Videospiel Indiana Jones and the Fate of Atlantis wird der „verlorene Dialog Platons“ – der Hermokrates – gesucht und gefunden; er enthält Informationen, die es ermöglichen, das untergegangene Atlantis im Mittelmeer zu lokalisieren.